# Droga wojewódzka 552
Die Droga wojewódzka 552 (DW 552) ist eine 17 Kilometer lange Droga wojewódzka (Woiwodschaftsstraße) in der polnischen Woiwodschaft Kujawien-Pommern, die Różankowo mit Lubicz Dolny verbindet. Die Strecke liegt im Powiat Toruński.

## Streckenverlauf
Woiwodschaft Kujawien-Pommern, Powiat Toruński
-  Różankowo (DW 553)
- Piwnice
- Lulkowo (Lulkau)
-  Łysomice (Lissomitz) (DK 91)
- Papowo Toruńskie (Thornisch Papau)
-  Grębocin (Gramtschen) (DK 15)
-  Lubicz Dolny (A 1, S 10, DK 10, DK 80, DW 572)